# Kopperl (Texas)
Pour les articles homonymes, voir Kopperl.
Kopperl est une localité non incorporée du comté de Bosque au Texas.

## Historique
Kopperl a été fondé en 1881 et doit son nom au banquier Moritz Kopperl.